# Felip Ros

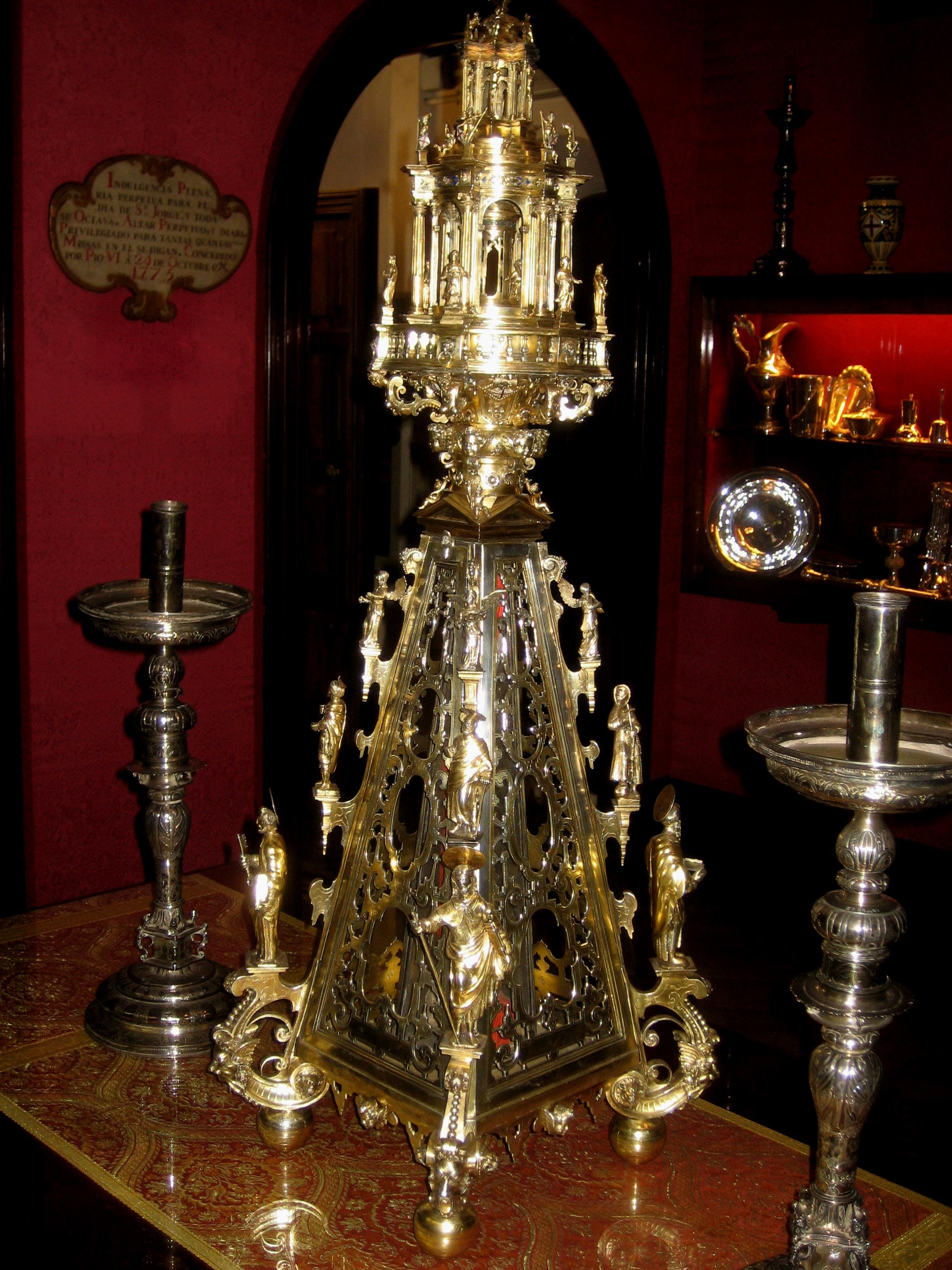
Reliquiari de Sant Jordi al Palau de la Generalitat de Catalunya.

Felip Ros, mestre argenter orfebre, que va realitzar els seus treballs principalment a Catalunya entre els segles xvi i xvii.
El reliquiari dels sants Fabià i Sebastià el va realitzar l'any 1611, per a la capella de la casa de la ciutat de Barcelona pel que va cobrar 678 lliures, inclòs el material emprat. Consta d'un peu tornejat amb les imatges al seu entorn de sant Sebastià, sant Roc, sant Fabià papa i un altre sant. Sobre aquest peu s'alça un templet vuitavat que conté un tub de vidre per a les relíquies, envoltat per columnes de caràcter jònic, sobre seu una balustrada amb petites figures de nens nus amb cascs militars i sostenint a les seves mans l'escut de Barcelona. El coronament de la peça consta d'una cúpula amb una segona relíquia i creu superior. Es conserva al Museu d'Història de Barcelona, on també es guarda un dibuix d'aprenentatge signat per Ros el 1567, d'un penjoll circular amb la representació de l'Epifania sota una arquitectura renaixentista.
L'última obra documentada de Felip Ros, és el reliquiari de sant Jordi per a la capella d'aquest sant del Palau de la Generalitat de Catalunya, realitzada en argent daurat; és de grans dimensions, en forma de templet circular de dos pisos estant la base calada i de forma piramidal on es conserva el fèmur de sant Jordi custodiat per figures d'àngels i sants. Sobre el segon pis es troba una creu amb l'escut del sant.

## Altres obres documentades
- 1582- Imatge de santa Eulàlia, remat de l'asta de la bandera de la ciutat de Barcelona.
- 1588- Urna de coure daurat per a les relíquies de santa Madrona.
- 1589- Dos canelobres d'argent per a la capella de la Casa de la Ciutat de Barcelona.
- 1590- Veracreu per a la parròquia de Mediona.
- 1618- Àngel de planxa daurada que coronava l'obelisc de la Plaça del Blat o de l'Àngel (conservat al Museu d'Història de Barcelona).
- 1625- Imatge de santa Tecla per a la catedral de Tarragona.
- 1625- Custòdia - reliquiari per a la catedral de Girona.